# Левченко Олексій Олексійович
Олексій Олексійович Левченко (нар. 18 липня 1948, Каховка, Херсонська область, Українська РСР, СРСР — пом. 16 вересня 2020, Київ, Україна) — радянський і український художник кіно, кінорежисер, сценарист. Лауреат Державної премії УРСР ім. Т. Г. Шевченка (1986). Заслужений діяч мистецтв України (2019).

## Життєпис
Народився в родині службовця. Закінчив Київський художній інститут (1972). Працював учителем малювання в школі.
З 1978 р. — художник-постановник Київської кіностудії ім. О. П. Довженка.
Працював у фільмах Микити Михалкова, Романа Балаяна, В'ячеслава Криштофовича, Миколи Мащенка, Володимира Попкова.
Член Національної спілки кінематографістів України.
Помер 16 вересня 2020 року у Києві, похований на Північному кладовищі.

## Фільмографія
Художник-постановник:
- «Своє щастя» (1979, т/ф; Спеціальний приз Всесоюзного фестивалю телефільмів. Баку, 1979)
- «Чорна курка, або Підземні жителі» (1980, Золотий приз і приз XII Міжнародного кінофестивалю, Москва, 1981; Спеціальний приз журі Міжнародного кінофестивалю дитячих фільмів, Джифоні, Італія, 1981; Перший приз XIV Всесоюзного кінофестивалю, диплом II Всесоюзного тижня-огляду робіт молодих кінематографістів, Мінськ, 1981)
- «Будемо чекати, повертайся» (1981)
- «Ніч коротка» (1981. Перший приз XV Всесоюзного кінофестивалю, Таллінн, 1982; Великий приз Міжнародного кінофестивалю, Мангейм, ФРН, 1982)
- «Карастоянови» (1982, Т/ф, 3 с, українсько-болгарське виробництво)
- «Паризька драма» (1983)
- «Які ж ми були молоді» (1984)
- «Володя великий, Володя маленький» (1985)
- «Бережи мене, мій талісмане» (1986)
- «Самотня жінка бажає познайомитися» (1986)
- «Смиренне кладовище» (1988)
- «Любов до ближнього» (1988)
- «Ха-бі-аси» (1990)
- «Це ми, Господи!..» (1990)
- «Урга — територія кохання» (1991)
- «Єлісейські поля» (1993)
- «Два місяці, три сонця» (1998)
- «Схід – Захід» (1999)
- «День народження Буржуя» (1999)
- «Після війни» (2000)
- «Слід перевертня» (2001, серіал)
- «Критичний стан» (2002)
- «Бункер, або Вчені під землею» (2002)
- «Червоні перли кохання» (2007)
- «Гитлер капут!» (2008)
- «Полювання на Вервольфа» (2009)
- «Не скажу» (2010)
- «Гайдамака» (2011)
- «Лють» (2011, телесеріал) та ін.

Автор сценарію і режисер-постановник:
- «Луна» (1990)
- «Українці, ми врятовані» (1992)
- «Єлісейські поля» (1993)